# 7868 Баркер
7868 Баркер (7868 Barker) — астероїд головного поясу, відкритий 26 жовтня 1984 року.
Тіссеранів параметр щодо Юпітера — 3,316.